# 條紋叉鼻喉盤魚
條紋叉鼻喉盤魚（学名：Lepadogaster zebrina）為輻鰭魚綱喉盤魚目喉盤魚科的其中一種，分布於東大西洋區，包括加那利群島、馬德拉群島海域，體長可達5.4公分，屬底棲性魚類，已被認為是鱗腹喉盤魚(Lepadogaster lepadogaster)的同種異名。
其种加词“zebrina”意为“像斑马纹样的”。